# One Must Fall
One Must Fall (kurz: OMF) ist eine Fighting-Game-Serie für DOS. Das erste Spiel wurde von Diversions Entertainment entwickelt und 1994 von Epic Megagames veröffentlicht. Die Website der Spielserie und des Herstellers sind seit 2009 nicht mehr erreichbar, jedoch existierten archivierte Versionen im Internet Archive.

## Handlung
In One Must Fall: 2097 kämpfen große Roboter in Arenen, die mit einigen Fallen ausgestattet sind. Neben aufwändig inszenierten Schauplätzen und dem Turnier-Modus war zu damaliger Zeit die elektronische Sounduntermalung einer der Höhepunkte des Spieles. Zu jedem der insgesamt 11 verfügbaren Roboter gibt es verschiedene Moves – Aktionen welche z. B. spezielle Waffen abfeuern, den Spieler an andere Stellen teleportieren oder stärke Angriffe ermöglichen. Neben den Robotern kann man noch einen von zehn Charakteren auswählen, welcher den Roboter steuert. Die Charaktere haben hierbei verschiedene Eigenschaften, welche sich zusätzlich auf den Roboter übertragen und somit für einen Sieg eine gute Kombination genauso wichtig ist, wie das Beherrschen der Spielmechanik.
Es ist möglich, das Spiel zu zweit via Tastatur oder Joystick zu spielen sowie die Gefechte über ein Netzwerk auszutragen.

## Entwicklungsgeschichte
Das Spiel wurde von den Brüdern Rob und Ryan Elam, bis auf das Soundsystem und die Musik, eigenständig zu zweit entwickelt. Die Musik stammte von Kenny Chow, einem unter dem Alias CCCatch bekannten Demoszener, welcher diese im S3M-Format des Scream Tracker 3.0 komponiert hatte.

### One Must Fall Beta
1993 wurde One Must Fall veröffentlicht und ist ein von Street Fighter inspiriertes 2D-Fighting-Game. Das Spiel war jedoch nur eine Vorab-Version (Beta-Version) um die Steuerung und Moves zu testen und wurde später als One Must Fall 2097 veröffentlicht. Die spätere Version unterschied sich in Spielprinzip und anderen Aspekten von der Beta-Version deutlich.

### One Must Fall: 2097
Das Besondere war ein zusätzlicher Turniermodus, mit dem man nach erfolgreichen Siegen Geldprämien erhält, um seinen Roboter mit besseren Ausstattungen upgraden zu können, um weitere Turniere erfolgreich bestreiten zu können und somit einen der begehrten oberen Plätze zu ergattern.

### Vermächtnis
Das Spiel wurde am 10. Februar 1999 von den Entwicklern als frei herunterladbare Freeware freigegeben.
Seit Januar 2013 existiert ein Engine-Remake-Projekt namens Open OMF auf GitHub. Ziele sind Crossplatform-Portabilität der Engine und das ersetzen der IPX-basierenden Netzwerkfunktionalität.

## Rezeption
One Must Fall wurde von Home of the Underdogs als Top Dog ausgezeichnet und wurde 2003 retrospektiv in die Hall of Fame von GameSpy aufgenommen.

## One Must Fall: Battlegrounds
Bei One Must Fall: Battlegrounds handelt es sich um den Nachfolger zu OMF 2097, welcher 2003 erschien und von Tri Synergy veröffentlicht wurde. Das Spiel ist für den PC erhältlich, erschien jedoch nicht in Deutschland. Man befindet sich in einer kompletten 3D-Umgebung während man seinen Roboter aus der dritten Perspektive steuert. Neben der neuen 3D-Grafik Engine sind auch neue Spielmodi und Roboter, die man sowohl zum Spielen als auch als Gegner hat, enthalten. Das Spiel wurde zudem um neue Arenen, Stadien und Schauplätzen im Freien erweitert, welche abermals mit Fallen und Powerups ausgestattet sind.